# モーズ・アリソン
モーズ・アリソン（Mose John Allison, Jr., 1927年11月11日 - 2016年11月15日）は、アメリカ合衆国ミシシッピ州出身のジャズ・ピアノ奏者、歌手。

## 出自
1927年、ミシシッピ州タラハチー郡にて生まれる。グラマースクール在学中にピアノを、高校ではトランペットを演奏していた。ミシシッピ大学、ルイジアナ州立大学に進学、哲学の学士号を得る。軍隊を除籍後、ニューヨークにてジャズ・ミュージシャンとしての活動を始める。

## 略歴
しばしば、「ジャズ界のウィリアム・フォークナー」と称される。彼の音楽は、ローリング・ストーンズ、ジョン・メイオール、ヤードバーズを代表とする多くのブルースとロックの音楽家やバンドに影響を与えた。彼の楽曲をカバーした音楽家やバンドには、"Back Country Suite: Blues"を「ヤング・マン・ブルース」の曲名でライブの定番曲にしたザ・フーをはじめ、レオン・ラッセル、ヴァン・モリソン、エルビス・コステロ、ボニー・レイット、ピクシーズらがいる。
カントリー作曲家の娘がいる。2006年、ニューヨーク州の"Long Island Music Hall of Fame"において殿堂入りした。
2016年11月15日、サウスカロライナ州の自宅で死去。89歳没。

## ディスコグラフィ

### リーダー・アルバム
- 『バック・カントリー・スイート』 - Back Country Suite (1957年、Prestige 7091)
- Local Color (1957年、Prestige 7121)
- Young Man Mose (1958年、Prestige 7137)
- Ramblin' with Mose (1958年、Prestige 7215)
- Autumn Song (1959年、Prestige 7189)
- A Modern Jazz Premiere (1959年、Columbia)
- Transfiguration of Hiram Brown (1959年、Columbia/Legacy)
- I Love the Life I Live (1960年、Columbia/Legacy)
- V-8 Ford Blues (1961年、Epic/Legacy)
- Take to the Hills (1961年、Epic)
- That's Jazz (1962年、Atlantic)
- I Don't Worry About a Thing (1962年、Atlantic)
- 『スウィンギン・マシン』 - Swingin' Machine (1962年、Atlantic)
- Mose Allison Sings (1963年、Prestige 7279)
- The Songs of Mose Allison (1964年、Atlantic)
- 『ワード・フロム・モーズ』 - The Word from Mose (1964年、Atlantic)
- 『ワイルド・マン・オン・ザ・ルース』 - Wild Man on the Loose (1965年、Atlantic)
- Mose Alive! (1965年、Atlantic)
- Down Home Piano (1965年、Prestige 7423)
- Mose Allison Plays for Lovers (1965年、Prestige 7446)
- I've Been Doin' Some Thinkin' (1968年、Atlantic)
- Hello There, Universe (1969年、Atlantic)
- Western Man (1971年、Atlantic)
- Mose in Your Ear (1972年、Atlantic) ※ライブ
- Your Mind is on Vacation (1976年、Koch)
- Pure Mose (1978年、32 Jazz) ※ライブ
- 『アメリカの夢』 - Middle Class White Boy (1982年、Discovery)
- Lesson in Living (1982年、Elektra) ※ライブ
- 『モーズ・アリソンの世界』 - Ever Since the World Ended (1987年、Blue Note)
- The Best of Mose Allison (1988年、Atlantic)  ※コンピレーション
- My Backyard (1989年、Blue Note)
- The Earth Wants You (1993年、Blue Note) ※ライブ
- Creek Bank (1994年、Prestige Records) ※1958年、2つの別のセッションから録音
- 『アリソン・ワンダーランド』 - Allison Wonderland Anthology (1994年、Rhino Records) ※コンピレーション
- Tell Me Something: The Songs of Mose Allison (1996年、Verve Records)
- Gimcracks and Gewgaws (1997年、Blue Note)
- The Mose Chronicles: Live in London, vol. 1 (2001年、Blue Note) ※ライブ
- The Mose chronicles: live in London, vol. 2 (2002年、Blue Note) ※ライブ
- 『ザ・ウェイ・オブ・ザ・ワールド』 - The Way of the World (2010年、ANTI-)